# Luigi Zambaiti
Luigi Zambaiti (Leffe, 9 dicembre 1932) è un ex calciatore italiano, di ruolo attaccante.

## Carriera
Durante gli anni '50 giocò in Serie A con la maglia di Inter e Fiorentina.

## Statistiche

### Presenze e reti nei club
| Stagione        | Squadra         | Campionato      | Campionato | Campionato |
| Stagione        | Squadra         | Comp            | Pres       | Reti       |
| --------------- | --------------- | --------------- | ---------- | ---------- |
| 1952-1953       | Vigevano        | C               | 17         | 4          |
| 1953-1954       | Inter           | A               | 1          | 0          |
| 1954-1955       | Fiorentina      | A               | 11         | 2          |
| 1955-1956       | Inter           | A               | 2          | 0          |
| Totale Inter    | Totale Inter    | Totale Inter    | 3          | 0          |
| Totale carriera | Totale carriera | Totale carriera | 31         | 6          |

## Palmarès
Campionato italiano: 1 
Inter: 1953-1954
- Campionato Nazionale Dilettanti: 1

Leffe: 1957-1958 (girone A)